# Секстоль

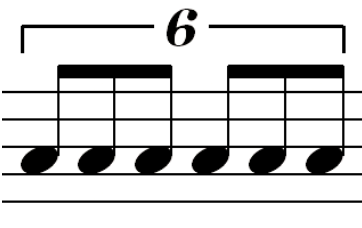
Секстоль как последовательность двух триолей

Секстоль (нем. Sextole от лат. sextus — «шестой») — группа из шести последовательных звуков одинаковой длительности, превышающая нормальное число частей, заключающихся в ноте известной длительности, но не превышающая длительность этой ноты; например, во время длительности целой ноты исполняются не четыре, а шесть четвертей, во время половинной — не четыре, а шесть восьмых, во время четверти — шесть шестнадцатых, во время восьмой — шесть тридцать вторых и т. д. В зависимости от характеристики музыкальной фразы или особенностей исполнения, секстоль может трактоваться как последовательность двух триолей, также как триоль с подразделением нот на две доли.
Над такой группой нот ставится цифра 6 иногда со скобкой.